# Mochet
Mochet is een Frans historisch merk van motorfietsen.
De bedrijfsnaam was: Ets. Ch. Mochet, Puteaux.
Mochet begon in 1950 met de productie van lichte motorfietsen. In 1953 leverde men een model met een Ydral-125cc-tweetaktmotor en drie versnellingen. In 1957 volgde een "velocar", een kleine auto die naar wens van de klant kon worden voorzien van een 125- of een 175cc-tweetaktmotor. In 1958 bouwde Mochet met dezelfde motorblokjes ook lichte
motorfietsjes met goed afgewerkte frames, een telescoopvork en swingarm-achtervering. Deze modellen bleven tot 1969 in productie.